# Wilhelmine von Schwertzell
Wilhelmine Christine Caroline von Schwertzell (* 2. August 1790 in Willingshausen; † 20. November 1849 ebenda) war eine deutsche Komponistin, Dichterin und Märchensammlerin der Brüder Grimm.

## Leben
Wilhelmine von Schwertzell von und zu Willingshausen entstammte dem hessischen Uradelsgeschlecht von Schwertzell, dessen Ursprünge auf Volpert von Willingshausen (1106–1141) zurückgehen und Angehörige in wichtigen Funktionen in der Althessischen Ritterschaft hatte. Sie war die zweitälteste Tochter des Kurhessischen Rittmeisters a. D. Georg Ludwig Schwertzell von und zu Willingshausen (1756–1833) und dessen Ehefrau Amalie Louise Freiin von Boyneburgk (1758–1825). Sie hatte drei Schwestern: Wilhelmine Juliane Caroline (1787–1863, ⚭ 1809 Carl von Reutern), Marianne Caroline (1795–1868, ⚭ 1821 Wilhelm von Verschuer) und Charlotte (1797–1854, ⚭ 1820 Gerhardt Wilhelm von Reutern, Maler und Freund Goethes). Ihr Bruder Wilhelm (1800–1872) war Oberzolldirektor und Abgeordneter, Fritz ein Schulkamerad und Studienkommilitone von Jacob und Wilhelm Grimm. Ihr Bruder stellte sie Wilhelm Grimm vor und dieser befreundete sich mit ihr. Diese Freundschaft übertrug sich auf alle Mitglieder der Familien Grimm und Schwertzell. Seit 1810 war Wilhelm Grimm mit der Familie Schwertzell in enger Freundschaft verbunden und kehrte regelmäßig auf der Reise von Kassel oder von Marburg an der Lahn im Schloss Willingshausen ein. Im Schlosspark und den angrenzenden Wäldern suchte er Erholung. In Willingshausen lernte Wilhelm Grimm den Maler und Goethe-Freund Gerhardt Wilhelm von Reutern und dessen Gattin Charlotte von Schwertzell kennen. Mit seinem Bruder dem Maler Ludwig Emil Grimm gewann Wilhelm Grimm Wilhelmine von Schwertzell, für seine altdeutschen Bestrebungen, Sagen zusammenzutragen. Wilhelmine von Schwertzell sammelte für Wilhelm und Jacob Grimm Märchen.
Wilhelmine von Schwertzell verstarb 1849 ledig.

## Werk
Wilhelmine von Schwertzell sammelte für die Brüder Grimm Märchen aus der Schwalm wie: Der Gevatter Tod, Jorinde und Jorigel und Die goldenen Beinchen. Sie schrieb für Wilhelm Grimm ein handschriftliches Märchen mit den Titel 24. Februar. Aus Wilhelmine von Schwertzells Hand stammt das Kunstmärchen Es war einmal ein Knabe von 1817/18. Dieses Märchen ist eine Parodie auf die von Professor Christoph Rommel von der Philipps-Universität Marburg entdeckten Runen in einem vorchristlichen Grabhügel bei Willingshausen. Um 1823 komponierte sie Lieder von Göthe, Fouqué, Hebel, Tiek und Uhland für zwei Singstimmen und Klavier. Im Nachlass von den Brüdern Grimm befinden sich 75 Briefe von Wilhelmine von Schwertzell an die Brüder Grimm bis zum Zeitpunkt deren Übersiedlung nach Berlin.